# Skarpbandsgräsmal
Skarpbandsgräsmal, Elachista cingillella är en fjärilsart som först beskrevs av Gottlieb August Herrich-Schäffer 1855.  Skarpbandsgräsmal ingår i släktet Elachista, och familjen gräsmalar, Elachistidae. Enligt den finländska rödlistan är arten nära hotad, NT i Finland. I Sverige betraktas arten som ytterst sällsynt men är inte rödlistad. Arten är i Sverige endast funnen i Småland, Västergötland, Uppland och på Öland och Gotland. Artens livsmiljö är lundskogar.